# Dioecesis Thraciarum

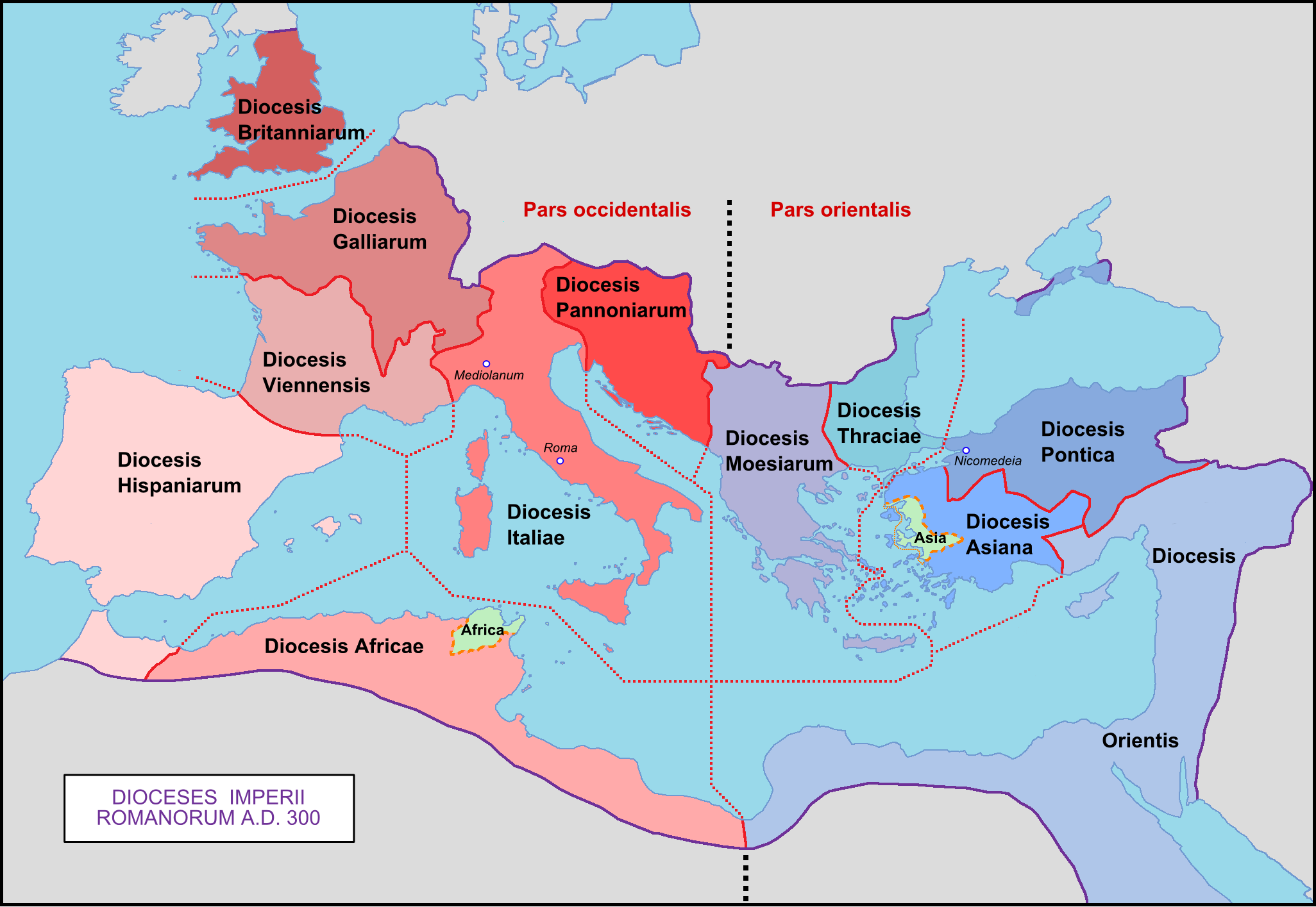
Die Diözesen von ca. 293 bis vor 337

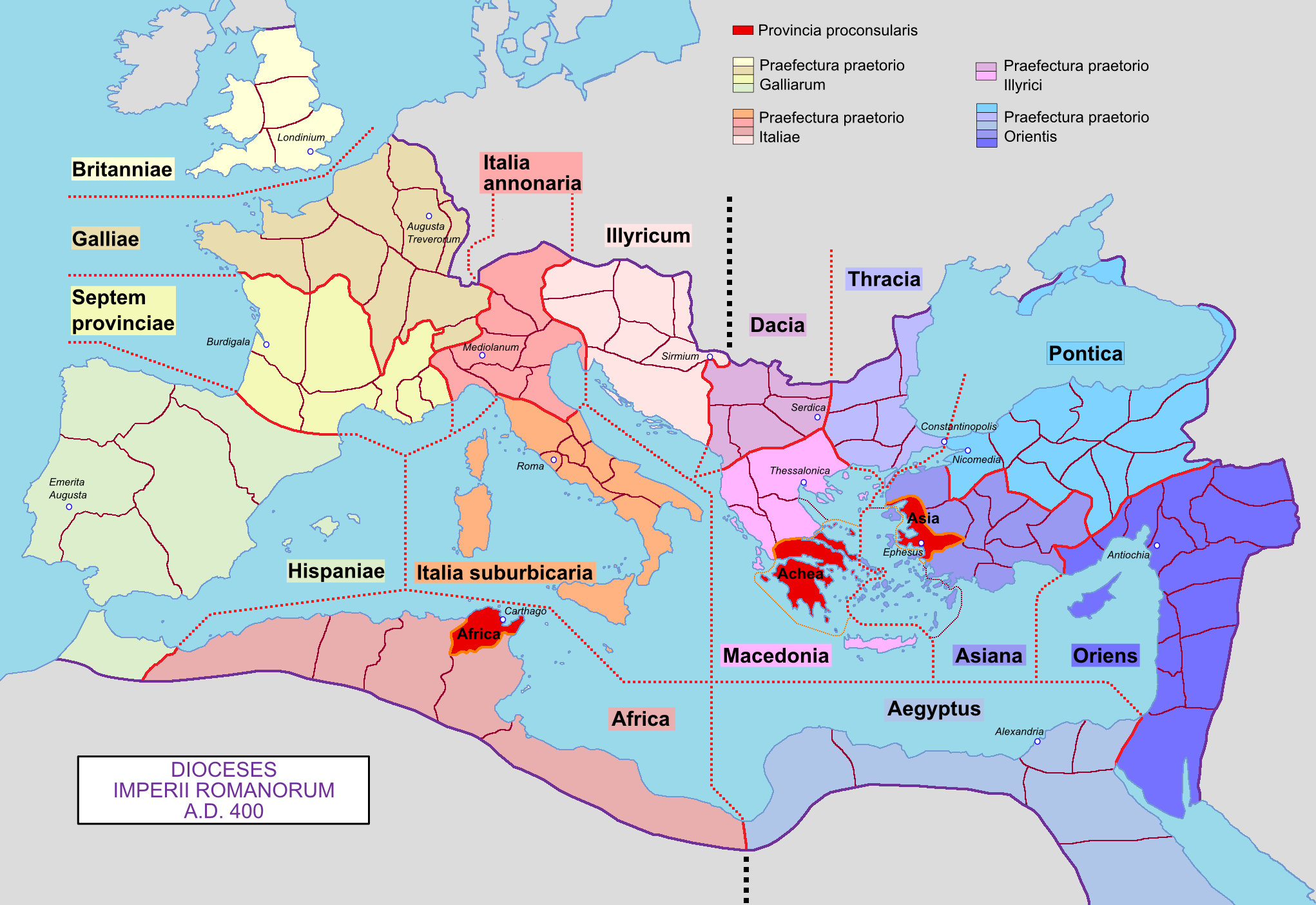
Die Diözesen um 400 (Spätantike)

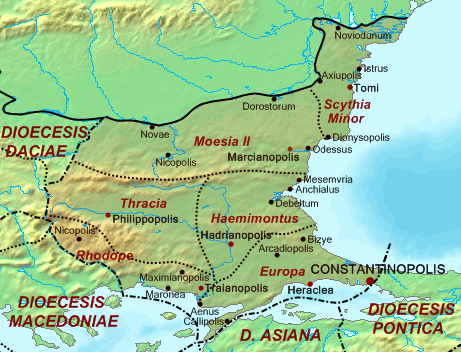
Die römische „Diözese Thrakien“ (Dioecesis Thraciae) um das Jahr 400

Die Dioecesis Thraciarum (auch Dioecesis Thraciae, altgriechisch Διοίκησις Θράκης) war eine spätantike Verwaltungseinheit (Dioecesis) des Römischen bzw. Oströmischen Reiches im südöstlichen Europa. Sie bestand von 314 bis 535 nach Christus. Der Hauptort war Philippopolis.

## Gebietsstruktur
Die Dioecesis Thraciarum umfasste folgende sechs Provinzen:
- Europa, der südöstliche Teil der alten Provinz Thrakien, mit der neuen Provinzhauptstadt Perinthos, die inzwischen in Herakleia umbenannt worden war (heute Marmara Ereğlisi)
- Rhodope, der südwestliche Teil der alten Provinz Thrakien, mit der neuen Provinzhauptstadt Aenus (heute Enez in der Türkei)
- Thracia, der nordwestliche Teil der alten Provinz Thrakien
- Haemimontus, der nordöstliche Teil der alten Provinz Thrakien, mit der neuen Provinzhauptstadt Hadrianopolis (heute Edirne)
- Scythia, in der heutigen rumänischen Dobrudscha
- Moesia inferior, am südlichen Ufer der unteren Donau (Danuvius)

## Geschichte
Das Römische Reich war zunächst in 46 Provinzen aufgeteilt, die von Diokletian im Wesentlichen durch Aufteilung um 300 nach Christus auf 101 Provinzen erhöht wurden, die wiederum in Diözesen zusammengefasst wurden. Der Leiter der Diözesen (und Provinzen) war der Vicarius, Stellvertreter des nach 312 aus dem militärischen Prätorianerpräfekten hervorgegangenen Zivilbeamten. Bereits bei der Reichsteilung 395 wurde die Struktur der Diözesen geändert in vier Präfekturen, 15 Diözesen und 119 Provinzen. Unter Justinian I. wurde die Diözese im Jahr 535 aufgehoben.

## Liste bekannter Vicarii Thraciarum
- Aelius Claudius Dulcitius (?–361)
- Capitolinus (361–363)
- Andronicus (ca. 366)
- Philoxenus (ca. 392)
- Solomon (?–582)